# Karlstads kommun
Karlstads kommun er en kommune i Värmlands län, Sverige med 82.000 indbyggere (2006). Hovedbyen er Karlstad.
59°23′00″N 13°32′00″Ø / 59.3833°N 13.5333°Ø